# Pentan-2-ol
Le pentan-2-ol est un alcool secondaire, isomère du pentanol et a pour formule brute C5H12O.

## Stéréochimie
L'atome de carbone qui porte le groupe hydroxyle est asymétrique. Le pentan-2-ol consiste en une paire d'énantiomères : celui de configuration absolue R est lévogyre ([α]25/D = −13°) et l'autre, S est dextrogyre ([α]25/D = +13°).